# Rhys Griffin
Rhys Griffin (* 18. Januar 1997 in Llanbradach) ist ein walisischer Dartspieler.

## Karriere
2012 nahm Rhys Griffin erstmals an der Youth Tour teil, wo er ein Achtelfinale erreichte. 2014 konnte er sich mit 17 Jahren erstmals für die UK Open qualifizieren. Gegen Paul Withworth schied er allerdings klar mit 0:5 in der ersten Runde aus. 2015 erreichte er auf der PDC Development Tour ein Finale und qualifizierte sich dadurch für die PDC World Youth Championship 2015. 2017 kam Griffin bei den Dutch Open bis in das Halbfinale. Auf der Development Tour erreichte er erneut ein Finale sowie ein Viertelfinale. Zu Beginn des Jahres 2018 versuchte er erfolglos, bei der PDC Qualifying School eine Tour Card zu gewinnen. Als Nachrücker nahm er im März 2018 an einem Turnier bei den Players Championships teil. Mit Siegen gegen unter anderem Nathan Aspinall und Kim Huybrechts konnte er das Achtelfinale erreichen.
In den zwei folgenden Jahren spielte Griffin sowohl die PDC Challenge Tour als auch die PDC Development Tour. Durch mehrere Viertel- und Achtelfinalteilnahmen qualifizierte er sich für die UK Open 2021. Nach Siegen über Sean Fisher und Mike De Decker schied er in der dritten Runde gegen Karel Sedláček aus. Im Januar 2024 konnte Griffin sich über die Punkterangliste bei der Q-School eine Tour Card sichern. Bei den UK Open 2024 Anfang März scheiterte er in Runde 2 an Leonard Gates. Über den Tour Card Holder Qualifier konnte Griffin sich für die World Series of Darts Finals in Amsterdam qualifizieren und unterlag in seinem Auftaktspiel Jeff Smith mit 4:6. Am 25. November 2024 sicherte sich Griffin, erneut beim Tour Card Holder Qualifier, einen der letzten vier Startplätze für die PDC World Darts Championship 2025.

## Weltmeisterschaftsresultate

### PDC-Jugend
- 2015: 1. Runde (0:6-Niederlage gegen  Benito van de Pas)
- 2017: 2. Runde (3:6-Niederlage gegen  Dimitri Van den Bergh)
- 2018: 1. Runde (3:6-Niederlage gegen  Harry Ward)
- 2019: Vorrunde (3:5-Niederlage gegen  Dan Read und 4:5-Niederlage gegen  Adam Gawlas)
- 2020: 1. Runde (2:6-Niederlage gegen  Bradley Brooks)

### PDC
- 2025: 2. Runde (0:3-Niederlage gegen  Josh Rock)

## Turnierergebnisse
| Turnier                                    | 2014               | 2015               | 2016               | 2017               | ......             | 2021                           | ......                         | 2024                           | 2025                           |
| ------------------------------------------ | ------------------ | ------------------ | ------------------ | ------------------ | ------------------ | ------------------------------ | ------------------------------ | ------------------------------ | ------------------------------ |
| BDO-Major-Turniere                         |                    |                    |                    |                    |                    |                                |                                |                                |                                |
| World Masters                              | n/t                | n/t                | 4R                 | 3R                 | n/t                | Verband insolvent              | Verband insolvent              | Verband insolvent              | Verband insolvent              |
| PDC-Ranking-Turniere                       |                    |                    |                    |                    |                    |                                |                                |                                |                                |
| Weltmeisterschaft                          | nicht teilgenommen | nicht teilgenommen | nicht teilgenommen | nicht teilgenommen | nicht qualifiziert | nicht qualifiziert             | nicht qualifiziert             | nicht qualifiziert             | 2R                             |
| World Masters                              | nicht ausgetragen  | nicht ausgetragen  | nicht ausgetragen  | nicht ausgetragen  | nicht ausgetragen  | nicht ausgetragen              | nicht ausgetragen              | nicht ausgetragen              | VR                             |
| UK Open                                    | 1R                 | n/t                | n/t                | n/t                | n/q                | 2R                             | n/t                            | 2R                             | 2R                             |
| PDC-Turniere ohne Einfluss auf das Ranking |                    |                    |                    |                    |                    |                                |                                |                                |                                |
| World Series of Darts Finals               | n/a                | n/t                | n/t                | n/t                | n/q                | n/q                            | n/t                            | 1R                             |                                |
| Karrierestatistiken                        |                    |                    |                    |                    |                    |                                |                                |                                |                                |
| Jahresendplatzierung                       | –                  | –                  | 77                 | 52                 | –                  | 176                            | –                              | 122                            |                                |
| Verband                                    | PDC                | PDC                | BDO                | BDO                | –                  | Professional Darts Corporation | Professional Darts Corporation | Professional Darts Corporation | Professional Darts Corporation |

| Legende zu den Turnierergebnissen | Legende zu den Turnierergebnissen | Legende zu den Turnierergebnissen | Legende zu den Turnierergebnissen | Legende zu den Turnierergebnissen | Legende zu den Turnierergebnissen | Legende zu den Turnierergebnissen | Legende zu den Turnierergebnissen | Legende zu den Turnierergebnissen | Legende zu den Turnierergebnissen |
| --------------------------------- | --------------------------------- | --------------------------------- | --------------------------------- | --------------------------------- | --------------------------------- | --------------------------------- | --------------------------------- | --------------------------------- | --------------------------------- |
| n/t                               | nicht teilgenommen                | n/q                               | nicht qualifiziert                | n/a                               | nicht ausgetragen                 | #R                                | Aus in jeweiliger Runde           | GP                                | Aus in der Gruppenphase           |
| AF                                | Achtelfinalist                    | VF                                | Viertelfinalist                   | HF                                | Halbfinalist                      | F                                 | Turnierfinalist                   | S                                 | Turniersieger                     |